# Marvel Universum

Captain America en Spiderman, twee personages uit het Marvel Universum.

Het Marvel Universum is het fictieve gedeelde universum waarin de meeste stripverhalen van Marvel Comics zich afspelen. Het Marvel universum bestaat uit een groot multiversum van verschillende parallelle werelden en alternatieve tijdlijnen. De belangrijkste van deze tijdlijnen, waarin ook de meeste strips zich afspelen, staat bekend als Earth-616.

## Geschiedenis
Het concept van een gedeeld universum waarin stripfiguren van hetzelfde bedrijf gastoptredens hadden in elkaars strips was op zich niets nieuws. Maar Stan Lee tilde samen met veel andere tekenaars dit idee van een gedeeld universum in 1961 naar een nieuw niveau door een serie van strips te maken waarin de gebeurtenissen uit de ene strip direct van invloed waren op een andere. Iets dat bijvoorbeeld plaatsvond in een Spider-Man strip kon zo bijvoorbeeld van directe invloed zijn op een tegelijk uitgebrachte Fantastic Four strip. Ook gebeurde het dat één verhaallijn werd verdeeld over verschillende losse strips, zoals de Onslaught-saga. Deze losse strips vormden zo een vast verhaal.
In de loop der tijd begonnen ook veel Marvel striptekenaars met het bedenken van zogenaamde parallelle universums. Dit waren strips waarin bepaalde gebeurtenissen niet of juist wel hadden plaatsgevonden. De gebeurtenissen uit de standaard Marvel strips hadden dan ook geen invloed op deze stripverhalen. Wel gebeurde het vaak dat personages zo’n alternatief universum bezochten.
Omdat Marvel Comics al tientallen jaren bestaat werd het wel steeds moeilijker om nieuwe verhaallijnen aan te laten sluiten op oude, zeker op verhaallijnen van jaren terug. Maar een jaar nadat Marvels grootste concurrent, DC Comics, een grote reboot maakte, heeft er bij Marvel ook een reboot plaatsgevonden waarin alle strips uit het verleden werden genegeerd en de hele verhaallijn weer van voor af aan begon. Enige uitzondering op deze regel is de Ultimate Marvel stripreeks.

## Concepten

### Overeenkomsten met de werkelijkheid
Het Marvel Universum is sterk gebaseerd op de echte wereld. De Aarde in de Marvel strips heeft een hoop kenmerken van de werkelijkheid: zelfde landen, zelfde persoonlijkheden (politici, filmsterren enz.), zelfde belangrijke historische gebeurtenissen (de Tweede Wereldoorlog, de Vietnamoorlog enz.). Echter, alles bevat tevens een of meer fictieve elementen zoals de fictieve landen Wakanda, Latveria en Genosha, en organisaties zoals S.H.I.E.L.D. en diens vijand HYDRA.

### Tijd
Aangezien Marvel zijn personages niet wil laten verouderen, schuift de tijd waarin de verhalen plaatsvinden wel steeds op. Aangenomen wordt dat verhalen die jaren terug gepubliceerd zijn binnen het Marvel Universum hooguit een jaar geleden plaats hebben vonden. Dit verschijnsel wordt ook wel de opschuivende tijdlijn genoemd. Er zijn wel een paar uitzonderingen op deze regel, bijvoorbeeld als bepaalde karakters echt onlosmakelijk verbonden zijn met een bepaalde tijdsperiode. Een voorbeeld is Captain America, die ook in de strips van vandaag de dag nog een oude held uit de Tweede Wereldoorlog is. Ook het feit dat de superschurk Magneto een overlevende van de Holocaust is blijft onveranderd. Naast de opschuivende tijdlijn worden ook retcons gebruikt om de personages met hun tijd mee te laten gaan.
Binnen het Marvel Universum bestaan ook een hoop alternatieve tijdlijnen. Deze worden beschreven bij Marvel tijdlijnen. Binnen het Marvel universum bestaat de mogelijkheid tot tijdreizen, op verschillende manieren. Echter, als een tijdreiziger iets zou wijzigen in het verleden, creëert hij daarmee een alternatieve tijdlijn. Hij verandert niet iets aan de oude.

### Gekostumeerde superhelden en superschurken
De traditie van het gebruik van gekostumeerde geheime identiteiten voor het bevechten (of plegen) van misdaden bestaat al lang in het Marvel universum (zoals de middeleeuwse Black Knight), maar is pas echt een gewoonte geworden sinds de dagen van het Amerikaanse Wilde Westen.
Marvels bekendste helden zijn diegene bedacht tussen 1961 en 1963, gedurende Marvels Silver Age. Spider-Man, Iron Man, Dr. Strange, de X-Men, Daredevil, Thor, de Hulk, de Fantastic Four, en S.H.I.E.L.D.'s directeur, Nick Fury zijn allemaal voorbeelden van dit soort personages. In tegenstelling tot bij DC Comics zijn maar heel weinig van Marvel stripfiguren bedacht voor 1961 echt belangrijk geworden voor latere strips. Een uitzondering is Captain America. Daarnaast bestaan er ook belangrijke groepen van superhelden zoals De Vergelders (waar bijna elke superheld van Marvel wel een tijdje lid van is geweest) en de X-Men. Superschurkenteams doken ook regelmatig op, maar hadden vrijwel nooit een lang leven vanwege het onderlinge wantrouwen van de leden.

### Oorsprong van superkrachten
De meeste supermensen op Marvels Aarde danken hun krachten aan de Celestials, kosmische wezens die de Aarde miljoenen jaren geleden bezochten en experimenten uitvoerden op onze prehistorische voorouders. Hierbij ontstonden twee rassen: de godachtige Eternals en de genetisch onstabiele Deviants. Daarnaast kregen enkele mensen het zogenaamde "x-factor" in hun genen. Bij sommigen wordt dit gen op natuurlijke wijze actief. Deze mensen staan bekend als mutanten. Anderen hebben factoren van buitenaf nodig om hun x-factor gen te activeren zoals radiatie (de Hulk en de Fantastic Four). Met uitzondering van psionische gaven, verschillen de superkrachten sterk en slechts zelden hebben twee mensen exact dezelfde krachten. Waarom de Celestials dit deden is niet bekend.
Andere mogelijke bronnen van superkrachten zijn magie, genetische manipulatie of bionische implantaten. Sommig helden en schurken hebben zelfs helemaal geen krachten, maar vertrouwen op geavanceerde wapens en gevechtstraining. Technologie in de Marvel strips is geavanceerder dan in de werkelijkheid.

### Niet menselijke rassen
Naast mensen wonen er een aantal andere intelligente rassen op Marvels Aarde. Het bekendst zijn de mutanten, ook wel Homo superior of Homo sapiens superior genoemd. Dit zijn mensen wier x-factor gen op natuurlijke wijze actief is geworden. De mutanten worden door hun krachten (en soms uiterlijk) gevreesd.
Daarnaast bestaan er nog de al eerder genoemde Eternals en Deviants. Andere intelligente rassen zijn de Inhumans, een ander genetisch onstabiel ras gemaakt door een Kree experiment; de Subterraneans, een ras van mensachtigen dat ondergronds leeft; Homo mermanus, een mensachtig ras van onderwaterbewoners.
Meer varianten van mensen en mensachtigen leven in het Savage Land.

### Buitenaardse rassen
Het Marvel universum bevat ook honderden intelligente buitenaardse rassen. De Aarde is regelmatig door hen bezocht.
De drie belangrijkste buitenaardse rassen in de strips zijn:
- De Kree
- De Skrull
- De Shi'ar.

Deze drie zijn vaak in direct of indirect conflict, waar de Aarde ook bij betrokken wordt.
Een ander belangrijk buitenaards ras zijn de Watchers, onsterfelijke en wijze wezens die toezicht houden over het universum, maar niet ingaan op gebeurtenissen.
De Elders of the Universe zijn eveneens een groep oeroude wezens - elk de laatste overlevende van zijn of haar volk - met grote invloed op verschillende werelden.

### Bovennatuurlijke wezens
Ook sterk aanwezig in het Marvel Universum zijn legendarische bovennatuurlijke wezens zoals Goden, Demonen en vampiers. De meeste wezens die zich voordoen als goden zijn in werkelijkheid onsterfelijke mensachtige wezens uit andere dimensies, die de Aarde bezochten in oude tijden en zo de basis werden van de vele legendes en mythologieën. Bekend zijn bijvoorbeeld de Asgardianen, waar Thor ook bij hoort en de Olympiërs, waar Hercules bij hoort.
Aan de andere kant zijn de meeste demonen kwaadaardige magische wezens die vaak inspelen op de gebeurtenissen in het universum. Vooral bekend is Mephisto. Andere zijn Nightmare, D'Spayre, N'Astirh, Dormammu en Shuma-Gorath.

### Kosmische wezens
Boven alle andere wezens in het Marvel Universum staan de Kosmische Wezens, wezens met ongelooflijk grote krachtniveaus (zelfs de zwakste kan planeten vernietigen) die van belang zijn voor het voortbestaan van het universum. De meeste geven niets om “lagere wezens” zoals mensen. De grootste van alle kosmische wezens is het Living Tribunal.
Boven alle goden, kosmische wezens en zelfs Tribunal is er nog een superieur wezen bekend als de One-Above-All (niet te verwarren met de gelijknamige Celestial). Hij verschijnt maar uiterst zelden in beeld, maar wordt wel vaak genoemd. Aangenomen kan worden dat hij de Marvel versie is van Christelijke God.

## Marvel tijdlijnen
Zoals al eerder vermeld bestaan er binnen het Marvel universum een hoop alternatieve tijdlijnen en parallelle universums. Deze staan allemaal vermeld in Official Handbook of the Marvel Universe uit 2005. De meeste van deze tijdlijnen komen uit de strips van het superheldenteam Exiles, aangezien dit team regelmatig naar andere werelden reist.
De bekendste en meest gebruikte van deze tijdlijnen is de "Earth-616" tijdlijn. Dit is de “standaard tijdlijn” waarin bijna alle strips plaatsvinden.
| Naam                                               | Eerste verschijning                                                                  | Notities |
| -------------------------------------------------- | ------------------------------------------------------------------------------------ | --- |
| Earth-1                                            | Young Avengers [Vol. 2] #8 (2013)                                                    | Aarde die de Young Avengers kort bezochten toen ze Speed zochten. |
| Earth-4                                            | Edge of Spider-Verse #5 (2014) (genoemd)                                             | Thuiswereld van Old Man Spider |
| Earth-9                                            | Mighty World of Marvel #13 (1984)                                                    | Thuiswereld van Saturnyne. |
| Earth-12                                           | Exiles #1 (2001)                                                                     | Thuiswereld van de Exiles’ versie van Mimic. |
| Earth-15                                           | Exiles #12 (known) Exiles #83 (2006) (gezien)                                        | Thuis wereld van Spider uit Weapon X. |
| Earth-23                                           | Marvel Mangaverse: Fantastic Four #1                                                 | Zie Earth-2301. |
| Earth-27                                           | Exiles #1 (genoemd) Exiles #83 (2006) (gezien)                                       | Thuiswereld van Magnus, zoon van Rogue en Magneto. |
| Earth-33                                           | Fantastic Four: Unstable Molecules #1 (2001)                                         | Thuiswereld van Susan Storm; de jaren 1950 krachtloze Fantastic Four karakters. |
| Earth-36                                           | Thing: Night Falls on Yancy Street #1 (2003)                                         | Thuiswereld van Hazel Donovan. |
| Earth-65                                           | Excalibur vol. 1 #44 (1991)                                                          | Thuiswereld van Brother Brit-Man. |
| Earth-67                                           | Amazing Spider-Man (Vol. 3) #9 (November 2014)                                       | Realiteit waarin de Spiderman van 1967 leeft. |
| Earth-98 ook bekend als Earth 1961                 | Fantastic Four/Fantastic Four Annual 1998 (1998)                                     | Gelijk aan Earth 616 vanaf het punt dat de Fantastic Four hun krachten kregen tot aan de dood van Gwen Stacy in 1973. Vanaf daar heeft deze wereld een andere geschiedenis. |
| Earth-110                                          | Fantastic Four: Big Town #1 (2001)                                                   | Reed Richards ontwikkeld globale technologie. |
| Earth-111                                          | Fantastic Four (vol. 3) #47 (2001)                                                   | Thuiwereld van de Challengers of Doom. |
| Earth-127                                          | Exiles #85 (2006)                                                                    | Een wereld waarin Wolverine, Magneto (een vrouwelijke versie), Quicksilver (idem), Scarlet Warlock (mannelijke versie van Scarlet Witch) en Mesmero per ongeluk werden gecombineerd tot Brother Mutant. |
| Earth-148 ook bekend als Ee'rath                   | Excalibur (vol. 1) #1 (1988)                                                         | Geadopteerde thuiswereld van de Kylun. |
| Earth-172                                          | Exiles #83                                                                           | Thuiswereld van de Wolverine uit Weapon X. |
| Earth-181                                          | Exiles #62 (genoemd) Exiles #83 (gezien)                                             | Thuis van de Daredevil uit Weapon X. |
| Earth-238 ook bekend als Crooked World             | Marvel Super-Heroes #377 (1981)                                                      | Thuiswereld van Captain UK, de Fury, Mad Jim Jaspers; vernietigd door Mandragon. |
| Earth-253                                          | X-Man #71 (2001)                                                                     | Thuis van de Protectorate. |
| Earth-295 ook bekend als de Age of Apocalypse      | X-Men Alpha (1995)                                                                   | In deze wereld werd Professor X per ongeluk gedood door de tijdreizende mutant Legion. Magneto leidt nu de X-Men in een wereld waar Apocalypse heerst. Tevens thuiswereld van Dark Beast. |
| Earth-305                                          | Mighty World of Marvel #13 (1984)                                                    | Thuiswereld van Captain Angleterre. |
| Earth-311 ook bekend als 1602                      | 1602 #6 (2003)                                                                       | Toen de Captain America van Earth-460 werd teruggestuurd naar het het jaar 1587 werd de tijdlijn veranderd, waardoor het tijdperk van de superhelden al in het jaar 1602 begon. |
| Earth-312                                          | Exiles #35 (2003)                                                                    | Een langzamere tijdlijn. Ben Grimms verandering in Thing zorgde dat hij altijd woedeaanvallen kreeg zoals de Hulk. |
| Earth-313                                          | Knights of Pendragon (vol. 2) #9 (1993)                                              | Thuiswereld van de Lemurians. |
| Earth-355                                          | Avengers #355 (1992)                                                                 | Thuiswereld van de Coal Tiger. |
| Earth-371                                          | Exiles #23 (genoemd) Exiles #83 (2006)                                               | Thuiswereld van de Gambit uit Weapon X. |
| Earth-374                                          | Avengers #344 (1992)                                                                 | Thuis van de Proctor, Sersi, and Ute. |
| Earth-398                                          | Avengers (vol. 3) #2 (1998)                                                          | Wereld gemaakt door Morgan le Fay waar zij de koningin was van een middeleeuwse wereld, en De Vergelders haar soldaten. |
| Earth-460                                          | 1602 #8 (2003)                                                                       | Purple Man uit deze wereld gebruikte zijn krachten om Captain America naar het jaar 1587 te sturen. |
| Earth-520                                          | Exiles #85 (2006)                                                                    | Thuis van een alternatieve versie van Wolverine die nog maar net zijn behandeling door Weapon X had ondergaan. |
| Earth-522                                          | Daredevils #6 (1983)                                                                 | Thuis van Captain England. |
| Earth-523                                          | Daredevils #6 (1983)                                                                 | Thuis van Captain Albion; neo-Elizabethaans Engeland. |
| Earth-541                                          | Untold Tales of the New Universe: Star Brand                                         | Thuis van een mannelijke Star Brand die wereldvrede had weten te bereiken. |
| Earth-552                                          | Exiles #86 (2006)                                                                    | Universum waarin Galactus juis planeten genas in plaats van de verslinden, en waarin Silver Surfer planeten vernietigde. |
| Earth-555                                          | newuniversal #1 (2006)                                                               | De wereld waarin de herlancering in 2006 van Marvels New Universe (Earth-148611) uit 1986 plaatsvond. |
| Earth-597                                          | Excalibur (vol. 1) #9 (1989)                                                         | Een wereld waarin de nazi’s de Tweede Wereldoorlog wonnen. |
| Earth-616                                          | Fantastic Four #1 (1961)                                                             | Het hoofduniversum uit Marvel Comics, waarin veruit de meeste verhalen zich afspelen. |
| Earth-653                                          | Exiles #83                                                                           | Thuiswereld van de Mesmero uit Weapon X. |
| Earth-665                                          | Not Brand Echh #1 (Aug. 1967)                                                        | Thuis van Forbush Man. |
| Earth-666                                          | Supernaturals #1 (1998)                                                              | Gemaakt door Brian Pulido. Thuis van een team bestaande uit bovennatuurlijke versies van onder andere Brother Voodoo en Black Cat. |
| Earth-689                                          | Avengers Annual #2 (1968)                                                            | Thuis van een kwaadaardige Vergeldersgroep, die werden verslagen door De Vergelders van Earth-616. |
| Earth-691                                          | Marvel Super-Heroes Vol. 1, #18 (Jan. 1969)                                          | Alternatieve toekomstige wereld van dhe Guardians of the Galaxy en Killraven. |
| Earth-692 ook bekend als het Amalgam Universe      | Marvel vs DC #3 (1995) (gezien) Fantastic Four: Marvel Encyclopedia (2004) (genoemd) | Wereld ontstaan door een samenvoeging van het Marvel universum en het DC Universum. |
| Earth-700                                          | Marvel: Lost Generation #8 (2000)                                                    | Thuis van Cassandra Locke. |
| Earth-712 ook bekend als Earth-S                   | Avengers (vol. 1) #85 (1971)                                                         | Thuis van de Squadron Supreme. |
| Earth-714                                          | Exiles #23 (genoemd) Exiles #83 (gezien)                                             | Thuis van de Angel van Weapon X. |
| Earth-715                                          | Savage Tales (vol. 1) #1 (1971)                                                      | |
| Earth-717                                          | What If: Captain America                                                             | Alternatieve tijdlijn van Captain America |
| Earth-721 ook bekend als Earth-A                   | Fantastic Four (vol. 1) #118 (1972).                                                 | Een wereld waarin alleen Reed Richards en Ben Grimm de ruimtereis maakten die hen superkrachten gaf. Richards werd hier Thing, en Ben Mr. Fantastic. Susan trouwde later met Ben. |
| Earth-723                                          | Untold Tales of the New Universe: Star Brand                                         | |
| Earth-741                                          | Mighty World of Marvel #13 (1984)                                                    | Thuiswereld van Captain Empire. |
| Earth-744                                          | Daredevils #7 (1983)                                                                 | Thuiswereld van Captain Airstrip-One |
| Earth-772                                          | What If? (vol. 1) #1 (1977)                                                          | Thuiswereld van de “Fantastic Five”; de Fantastic Four en Spider-Man. |
| Earth-774                                          | What If? (vol. 1) #2 (1977)                                                          | Alternatieve wereld waarin de Hulk bij zijn verandering Bruce Banners intelligentie behoudt. |
| Earth-794                                          | Captain Britain (vol. 1) #6 (1985)                                                   | Thuis van Kaptain Briton. |
| Earth-808                                          | What If? (vol. 1) #22 (1980)                                                         | Dr. Doom red zijn moeders ziel van Mephisto. |
| Earth-811 ook bekend als Days of Future Past       | X-Men (vol. 1) #141 (1981)                                                           | Wereld waarin mutanten in concentratiekampen zijn opgesloten en de Sentinels de Verenigde Staten regeren. Ontstaan vanaf het punt dat de Brotherhood of Mutants Senator Kelly probeerde te vermoorden. Thuiswereld van Rachel Summers. |
| Earth-829                                          | Hercules (vol. 1) #1 (1982)                                                          | Hercules in de 24e eeuw. |
| Earth-839                                          | Excalibur (vol. 1) #44 (1991)                                                        | |
| Earth-846                                          | Mighty World of Marvel #13 (1984)                                                    | Een wereld waarin Keizer Wilhelm II de Eerste Wereldoorlog won. |
| Earth-873                                          | Exiles #40 (genoemd) Exiles #83 (2006) (gezien)                                      | Thuis van de hulk van Weapon X. |
| Earth-886                                          | Untold Tales of the New Universe: Star Brand                                         | |
| Earth-892                                          | X-Men/Dr. Doom: Chaos Engine (2001)                                                  | Dr. Doom uit deze realiteit fuseerde deze wereld tijdelijk met Earth-616 om de wereld te overheersen. |
| Earth-907                                          | What If? vol. 2 #15 (1990)                                                           | Reed Richards werd geëxecuteerd vanwege het tegenhouden van Galactus. Andere Fantastic Four leden verslaan de Shi'ar en offeren zichzelf op om een aanval op de Aarde te stoppen. |
| Earth-912                                          | What If? (vol. 2) #22 (1991)                                                         | Thuis van de “Fantastic Five” bestaande uit de Fantastic Four en de Silver Surfer. |
| Earth-917                                          | What If? (vol. 2) #27 (1991)                                                         | Thuis van de Fantastic Five bestaande uit de Fantastic Four en Namor the Sub-Mariner. Susan trouwde met Namor in plaats van Reed. |
| Earth-920                                          | Daredevils #7 (1983)                                                                 | |
| Earth-921                                          | Avengers (vol. 1) #343 (1992)                                                        | |
| Earth-924                                          | Excalibur (vol. 1) #49 (1992)                                                        | Thuiswereld van Calibur, een alternatieve versie van Excalibur. |
| Earth-928                                          | Spider-Man 2099 #1                                                                   | Ook bekend als het 2099 Universum |
| Earth-929                                          | What If? (vol. 1) #41 (1992)                                                         | Reed Richards' ruimteschip stortte na de ruimtereis neer waarbij alle inzittenden omkwamen. Galactus bevocht De Vergelders. Uatu offert zich op om Galactus te stoppen. |
| Earth-932                                          | Avengers (vol. 1) #359 (1993)                                                        | |
| Earth-938                                          | What If? (vol. 2) #52 (1993)                                                         | Dr. Doom werd de Sorcerer Supreme en liet de Fantastic Four de Merlin Stones verzamelen om Dormammu te verslaan. |
| Earth-943                                          | Avengers (vol. 1) #372 (1994)                                                        | |
| Earth-944                                          | Fantastic Four (vol. 1) #387 (1994)                                                  | Thuiwereld van Dark Raider. Aarde verslonden door Galactus. Mr. Fantastic overleeft dit en geeft zichzelf de schuld. |
| Earth-952                                          | What If? (vol. 2) #70 (1995)                                                         | Silver Surfer bleef trouw aan Galactus, die vervolgens de Aarde vernietigde en de Fantastic Four tot zijn dienaren maakte. |
| Earth-957                                          | What If? (vol. 2) #75 (1995)                                                         | |
| Earth-967                                          | Fantastic Four (vol. 1) #414 (1996)                                                  | Thuiswereld van Hyperstorm, de zoon van Franklin Richards en Rachel Summers |
| Earth-969                                          | What If? (vol. 2) #89 (1996)                                                         | Dr. Doom voorkomt de vorming van een kwaadaardige Fantastic Four versie. |
| Earth-982 ook bekend als MC2                       | What If? (vol. 2) #105 (1998)                                                        | Alternatieve toekomst. Thuiswereld Spider-Girl, J2, A-Next, Wild Thing, de Fantastic Five, en anderen. |
| Earth-985                                          | What If? (vol. 2) #108 (1998)                                                        | De Carnage symbioot bond zich lang genoeg met Silver Surfer om kosmische krachten te krijgen. Bevocht De Vergelders. |
| Earth-989                                          | What If? (vol. 1) #109 (1989)                                                        | Ben Grimm bleef in Liddleville. |
| Earth-998                                          | X-Man #63 (2000) (gezien) X-Man #68 (2000) (genoemd)                                 | Amerika wordt geregeerd door Red Queen (Madelyne Pryor). |
| Earth-1000                                         | Domination Factor: Fantastic Four #3.5 (2000)                                        | |
| Earth-1089                                         | What If? (vol. 2) #4 (1989)                                                          | Een realiteit waarin Venom met succes Spider-Mans lichaam overnam. |
| Earth-1090                                         | Untold Tales of the New Universe: Star Brand                                         | |
| Earth-1112                                         | Fantastic Four (vol. 3) #47 (2001)                                                   | Malice dood de Fantastic Four. |
| Earth-1115                                         | Fantastic Four (vol. 3) #47 (2001)                                                   | Susan Storm is de koningin van Atlantis. |
| Earth-1116                                         | Fantastic Four (vol. 3) #47 (2001)                                                   | |
| Earth-1121                                         | Paradise X: Heralds #1 (2001)                                                        | |
| Earth-1122                                         | Paradise X: Heralds #1 (2001)                                                        | Thuiswereld van Spider-Girl/May Parker, de dochter van Ben Reilly. |
| Earth-1136                                         | The Comics Magazine #1 (1936) (golden age) Protectors #1 (1992) (modern age)         | . |
| Earth-1189                                         | Excalibur (vol. 1) #15 (1989)                                                        | Aarde getroffen door een nucleaire oorlog. |
| Earth-1191                                         | Uncanny X-Men #282                                                                   | Thuiswereld van Bishop, Trevor Fitzroy en Shard. Had zijn eigen versie van de "Days of Future Past" tijdlijn. |
| Earth-1193                                         | Excalibur (vol. 1) #12 (1989)                                                        | |
| Earth-1228                                         | What If? vol. 1 #11 (1978)                                                           | Marvel Bullpen wordt de Fantastic Four. |
| Earth-1241                                         | Comedy Comics #9 (1942)                                                              | |
| Earth-1282                                         | Excalibur (vol. 1) #24 (1990)                                                        | |
| Earth-1287                                         | Strikeforce: Morituri #1 (1986)                                                      | |
| Earth-1289                                         | Excalibur (vol. 1) #16 (1989)                                                        | |
| Earth-1298 Ook bekend als Mutant X                 | Mutant X #1 (1998)                                                                   | Realiteit waar de Earth-616 versie van Havok naartoe werd gestuurd. |
| Earth-1508                                         | Excalibur (vol. 1) #24 (1990)                                                        | |
| Earth-1610 Ook bekend als Ultimate Marvel          | Ultimate Spider-Man #1 (2000)                                                        | Herstart van het Marvel Universum in de moderne tijd. Veel oude helden en schurken van Earth 616 hebben hierin een andere oorsprong en uiterlijk. |
| Earth-1629                                         | X-Men/Magneto: Chaos Engine (2003)                                                   | |
| Earth-13122                                        | Lego Marvel superheroes                                                              | Wereld van de LEGO games. |
| Earth-1812                                         | Captain Britain (vol. 2) #13 (1986)                                                  | Realiteit waarin Napoleon Engeland veroverde. |
| Earth-1880                                         | Exiles #85 (2006)                                                                    | Thuis van een jonge James Howlett (Wolverine op Earth-616) die net heeft ontdekt dat hij een mutant is. |
| Earth-1917                                         | Exiles #83 (2006)                                                                    | Thuis van de Colossus van Weapon X. |
| Earth-1987                                         |                                                                                      | Alternatieve versie van de Fantastic Four met She-Hulk in Things plaats. Bezocht door de Exiles. |
| Earth-1991 ook bekend als Geshem                   | Wolverine: Rahne of Terra (1991)                                                     | Een middeleeuwse fantasiewereld geregeerd door Queen Rain (Wolfsbane) en haar prins Consort, Douglas (Cypher). Veel X-Men karakters hebben tegenhangers in deze wereld, maar Wolverine niet. |
| Earth-2000                                         | X-Men: Mutant Academy                                                                | De Aarde uit het computerspel X-Men: Mutant Academy. |
| Earth-2002                                         | X-Men: Next Dimension                                                                | De Aarde uit het computerspel X-Men: Next Dimension. |
| Earth-2020                                         | Exiles #83 (2006)                                                                    | Thuiswereld van de Iron Man uit Weapon X. |
| Earth-2120                                         | Killraven (vol. 2) #1 (2001)                                                         | |
| Earth-2122                                         | Excalibur (vol. 1) #21 (1990)                                                        | |
| Earth-2149 ook bekend als Marvel Zombies           | Ultimate Fantastic Four #21 (2005)                                                   | Zombie wereld waarin een geïnfecteerde Sentry een virus verspreide dat alle superhelden in hersenloze kannibalistische zombies veranderde. |
| Earth-2189                                         | Exiles #83 (2006)                                                                    | Thuis van de Namora van de Exiles. |
| Earth-2301 Ook bekend als Marvel Mangaverse        | Marvel Mangaverse: New Dawn #1 (2002)                                                | Herstart van het Marvel universum in manga stijl. |
| Earth-2600                                         | Exiles #12 (2002)                                                                    | Exiles en Weapon X werden hiernaartoe gestuurd om David Richards te doden; |
| Earth-2992 ook bekend als "new" Marvel 2099        | Black Panther 2099 #1 (2004)                                                         | Alternatieve 2099 versie van Marvel. |
| Earth-3031                                         | Exiles #83 (2006)                                                                    | Thuis van Kane uit Weapon X. |
| Earth-3123                                         | What If? (vol. 1) #23 (1980)                                                         | Tante May wordt gebeten door een radioactieve spin |
| Earth-3470                                         | Exiles #84 (2006)                                                                    | |
| Earth-3515                                         | Thor (vol. 2) #34 (2001) (genoemd) Thor (vol. 2) #35 (2001) (gezien)                 | "Thor: The Reigning" |
| Earth-3752 ook bekend als Monster Planet           | Exiles #66 (2005)                                                                    | Thuis van Doctor Curt Conners' "Science Squad." |
| Earth-3913                                         |                                                                                      | Aarde waarin Baron Blood de Avengers in vampiers veranderde. |
| Earth-4023                                         | Exiles #38 (2004) (mentioned) Exiles #63 (2005) (seen)                               | Hyperion nam de wereld over, en iedereen stierf bij de nucleaire aanval op hem. |
| Earth-4040                                         | Daring Mystery Comics #3 (1940)                                                      | Thuis van de Breeze Barton; Aarde een ruïne door de Tweede Wereldoorlog. |
| Earth-4096                                         | Mystic Comics #2 (1940)                                                              | |
| Earth-4100                                         | Excalibur (vol. 1) #24 (1990)                                                        | |
| Earth-4210                                         | Exiles #83 (2006)                                                                    | Thuiswereld van Magik van de Exiles. |
| Earth-4263                                         | Daring Mystery Comics #8 (1942)                                                      | |
| Earth-4321 Ook bekend als Marvel: The End          | Marvel Universe: The End #1 (2003)                                                   | Realiteit waarin Akhenaten kosmische krachten kreeg en bijna alle helden van het Marvel Universum doodde. |
| Earth-4400                                         | Exiles #43 (2004)                                                                    | Exiles bevechten Weapon X. |
| Earth-4732                                         | Exiles #83 (2006)                                                                    | Thuis van de Ms. Marvel van Weapon X. |
| Earth-4871                                         | X-Men/Magneto: Chaos Engine: Book Two (2003)                                         | |
| Earth-4872                                         | X-Men/Magneto: Chaos Engine (2003)                                                   | |
| Earth-4873                                         | X-Men/Magneto: Chaos Engine: Book Two (2003)                                         | |
| Earth-4935 ook bekend als Earth Askani             | X-Factor (vol. 1) #67 (1991)                                                         | Toekomstige realititeit waar Nathan Summers heen werd gestuurd om te genezen, en waar hij Cable werd. |
| Earth-5106                                         | Space Squadron #1 (1951)                                                             | |
| Earth-5127                                         | X-Men/Red Skull: Chaos Engine: Book Three (2003) (mentioned)                         | |
| Earth-5200                                         | Marvel Knights: 4 #16 (2005)                                                         | Een wereld geregeerd door Dr. Doom. |
| Earth-5211                                         | Exiles #85 (2006)                                                                    | |
| Earth-5311                                         | Uncanny X-Men #153 (1982)                                                            | |
| Earth-5391                                         | Spaceman Speed Carter (1953)                                                         | |
| Earth-5464                                         | Daring Mystery Comics #4 (1940)                                                      | |
| Earth-5555                                         | Dragon's Claws #1 (1988)                                                             | Realiteit in het jaar 8162. |
| Earth-5631                                         | Power Pack (vol. 3) #1 (2005)                                                        | Thuiswereld van een Power Pack waarvan de leden hun krachten drie jaar later dan hun Earth 616 versies kregen. |
| Earth-5700                                         | Wolverine: Days of Future Now #1 (2005)                                              | Alternatieve “Days of Future Past” |
| Earth-5701                                         | Cable & Deadpool #15 (2005)                                                          | Alternatieve “Age of Apocalypse”. |
| Earth-6311 ook bekend als Other-Earth              | Fantastic Four (vol. 1) #19 (1963)                                                   | Thuiswereld van Kang the Conqueror. |
| Earth-6375                                         | Exiles #75                                                                           | Alternatieve versie van Earth-928. |
| Earth-6871                                         | Captain America: The Great Gold Steal (1968)                                         | |
| Earth-7412                                         | Fantastic Four (vol. 1) #153 (1974)                                                  | |
| Earth-7484                                         | Astonishing Tales #25 (1974)                                                         | |
| Earth-7511                                         | Iron Man (vol. 1) #80 (1975)                                                         | Gefragmenteerd Amerika. |
| Earth-7712                                         | What If? (vol. 1) #6 (1977)                                                          | Thuiswereld van Big Brain, Dragonfly, Mandroid, en Ultra-Woman, alternatieve versies van de Fantastic Four leden met andere krachten. |
| Earth-7841                                         | Devil Dinosaur #1 (April 1978).                                                      | Dinosaurus wereld. Thuiswereld van Moon-Boy en Devil Dinosaur. |
| Earth-7888 ook bekend als Earth-M of Earth-Moebius | The Silver Surfer (1978)                                                             | |
| Earth-7910                                         | What If? (vol. 1) #17 (1978)                                                         | Ghost Rider is een schurk. |
| Earth-7940                                         | Marvel Two-In-One #50 (1979)                                                         | Galactus verslind de aarde, maar het leven overleeft. |
| Earth-8009                                         | Marvel Two-In-One #67 (1980)                                                         | |
| Earth-8110                                         | What If? (vol. 1) #29 (1981)                                                         | |
| Earth-8158                                         | X-Men/Magneto: Chaos Engine (2003)                                                   | |
| Earth-8208                                         | Bizarre Adventures #32 (1982)                                                        | De Celestials' Chosen Ones keren terug op aarde in het jaar 2160 |
| Earth-8212                                         | What If? vol. 1 #35 (1981)                                                           | |
| Earth-8222                                         | What If? (vol. 1) #31 (1981)                                                         | Thing wordt een schurk en bij een poging hem te stoppen verliezen de Fantastic Four leden hun krachten. |
| Earth-311 ook bekend als Larval Universe           | Marvel Tails #1 (1983)                                                               | Thuiswereld van Spider-Ham. |
| Earth-8312                                         | What If? (vol. 1) #42 (1983)                                                         | Invisible Woman stierf bij Franklin Richards' geboorte. Mr. Fantastic pleegde zelfmoord. |
| Earth-8321                                         | What If? (vol. 1) #37 (1983)                                                         | Thing blijft muteren door het X Virus, maar wordt genezen. Giant-Man sluit zich bij de Fantastic Four aan. |
| Earth-8410                                         | Machine Man (vol. 2) #1 (1984)                                                       | |
| Earth-8720                                         | New Mutants (vol. 1) #48 (1987)                                                      | Alternatieve “Days of Future Past”. |
| Earth-8810                                         | Fantastic Four (vol. 1) #338 (1988)                                                  | |
| Earth-8910                                         | Excalibur (vol. 1) #14 (1989)                                                        | |
| Earth-8912                                         | Iron Man (vol. 1) #250 (1989)                                                        | |
| Earth-8919                                         | Pryde of the X-Men                                                                   | De realiteit uit “Pryde of the X-Men” |
| Earth-9006                                         | Excalibur (vol. 1) #24 (1990)                                                        | Thuiswereld van Lady London. |
| Earth-9010                                         | Marvel Comics Presents #61 (1990)                                                    | . |
| Earth-9011                                         | What If? vol. 2 #18 (1990)                                                           | "Fantastic Four" bevochten Doom voor ze hun krachten kregen. Reed Richards helpt Dooms moeder te redden. Doom zoekt wraak voor het feit dat Reed hem inferieur liet lijken, en geeft zo de Fantastic Four hun krachten. |
| Earth-9031                                         | What If? (vol. 2) #11 (1990)                                                         | Alle Fantastic Four leden kregen Human Torch' vuurkrachten, maar gingen met pension na per ongeluk een kind te hebben gedood. Ben, als de Human Torch, sluit zich bij De Vergelders aan. |
| Earth-9032                                         | What If? (vol. 2) #11 (1990)                                                         | Alle Fantastic Four leden kregen Mr. Fantastics elastische krachten, maar gebruikten deze maar zelden. Johnney werd de entertainer Mr. Fantastic. |
| Earth-9033                                         | What If? (vol. 2) #11 (1990)                                                         | Alle Fantastic Four leden werden zoals Thing. |
| Earth-9034                                         | What If? (vol. 2) #11 (1990)                                                         | Alle Fantastic Four leden verkrijgen onzichtbaarheidskrachten en worden agenten van S.H.I.E.L.D. |
| Earth-9061                                         | Fantastic Four (vol. 1) #341 (1990)                                                  | Stalin Robot. |
| Earth-9105                                         | New Warriors (vol. 1) #11 (1991)                                                     | |
| Earth-9111                                         | Excalibur (vol. 1) #44 (1991)                                                        | |
| Earth-9140                                         | What If? (vol. 2) #24 (1991)                                                         | |
| Earth-9200 ook bekend als Dystopia                 | Hulk: Future Imperfect #1 (1992)                                                     | |
| Earth-9250                                         | What If? (vol. 2) #37 (1992)                                                         | |
| Earth-9260                                         | What If? (vol. 2) #38 (1992)                                                         | |
| Earth-9309                                         | Spider-Man 2099 #11 (1993) (mentioned)                                               | |
| Earth-9339 ook bekend als Irth                     | Excalibur Annual #1 (1993)                                                           | |
| Earth-9391                                         | X-Men Video Game                                                                     | Realiteit van het X-Men computerspel |
| Earth-9413                                         |                                                                                      | |
| Earth-9500                                         | Spider-Man 2099 Meets Spider-Man #1 (1995)                                           | |
| Earth-9510                                         | What If? vol. 2 #78 (1995)                                                           | Originale Fantastic Four gedood door De’lila; nieuwe FF (Ghost Rider, Wolverine, Hulk en Spider-Man) gevormd. |
| Earth-9511                                         | Avengers: Last Avengers Story #1 (1995)                                              | De overheid liet alle gevangen superschurken executeren wat een breuk tussen de superhelden en de overheid vormde. |
| Earth-9620                                         | Excalibur (vol. 1) #66 (1996)                                                        | |
| Earth-9809                                         | Fantastic Four (vol. 3) #9 (1998)                                                    | |
| Earth-9811                                         | What If? (vol. 2) #114 (1998)                                                        | Secret Wars leden gevangen op de Battleworld. Hun kinderen keren terug naar de Aarde. |
| Earth-9815                                         | Marvel Team-Up (vol. 2) #5 (1998)                                                    | |
| Earth-9870                                         | X-Men & Spider-Men: Time's Arrow: The Future (1998)                                  | |
| Earth-9890                                         | Excalibur (vol. 1) #124 (1998)                                                       | |
| Earth-9891                                         | X-Men & Spider-Man: Time's Arrow: The Future (1998)                                  | . |
| Earth-9892                                         |                                                                                      | |
| Earth-9907                                         | A-Next #7 (1999) (mentioned) A-Next #10 (1999) (seen)                                | |
| Earth-9910                                         | Bishop: The Last X-Man #1 (1999)                                                     | |
| Earth-9930                                         | Avengers Forever #4 (1999)                                                           | Killraven als een Vergelder. |
| Earth-9939 ook bekend als Earth-Charnel            | Death3 #1 (1993).                                                                    | Aarde veroverd door Charnel (Baron Strucker VI). |
| Earth-9997 ook bekend als Earth X                  | Earth X Sketchbook (1999)                                                            | Alex Ross' versie van Marvels toekomst. |
| Earth-10005                                        | X-Men                                                                                | Realiteit van de originele tijdlijn van de X-Men films geproduceerd door 20th Century Fox. Deze tijdlijn bevat zowel de originele X-Men films. X-Men: First Class hoort ook in deze tijdlijn omdat dat voor de tijd waar Wolverine naartoe reist afspeelt. Alleen de stukken die in de toekomst afspelen uit X-Men: Days of Future Past (niet het laatste stuk) horen ook bij deze tijdlijn. Deze tijdlijn eerst veranderd in X-Men: Days of Future Past toen Wolverine's geest door Kitty Pryde naar het verleden werd gestuurd. |
| Earth-10101                                        | Exiles #83 (2006)                                                                    | |
| Earth-11113                                        | Fantastic Four (vol. 3) #47 (2001)                                                   | |
| Earth-11777                                        | Captain America (1944; film)                                                         | Thuis van de vele Marvel karakters die niet in strips verschenen maar in films en tv series. |
| Earth-11993                                        | What If? (vol. 2) #45 (1993)                                                         | Barbara Ketch werd Ghost Rider |
| Earth-14412                                        | Thor: God of Thunder (November 2012)                                                 | Thuiswereld van All-Father Thor. Gorr the God Butcher van Earth-616 ging hier naartoe en maakte alle goden behalve All-Father Thor tot slaaf. Hij liet zijn leger de Thor van 800 voor Christus halen om hem te vermoorden, maar de jonge Thor ontsnapte en samen met de Thor van Earth-616 versloeg hij Gorr. Speelt zich af millennia in de toekomst. |
| Earth-15104                                        | X-Men (vol. 2) #150 (2004)                                                           | ”Here Comes Tomorrow” verhaallijn waarin Sublime/Beast Jean Grey weer tot leven brent, 150 jaar in de toekomst. |
| Earth-15731                                        | Exiles #72 (2005)                                                                    | |
| Earth-20476                                        | Incredible Hulk (vol. 2) #204 (1976)                                                 | Realiteit ontstaan toen de Bruce Banner van Earth 616 probeerde te voorkomen dat hij de hulk werd door terug in de tijd te reizen. Hij slaagde hierin, maar als bijeffect kwam Rick Jones om. Banner herstelde alles, waardoor deze realiteit weer Earth-616 werd. |
| Earth-21989                                        | Marvel Tales #219 (1989)                                                             | |
| Earth-21993                                        | What If? (vol. 2) #46 (1993)                                                         | Cable vernietigt de X-Men. |
| Earth-23238                                        | Excalibur (vol. 1) #23 (1990)                                                        | |
| Earth-23895                                        | Exiles #83 (2006)                                                                    | Thuis van de Storm van Weapon X. |
| Earth-26749                                        |                                                                                      | |
| Earth-28909                                        | What If? (vol. 2) #3 (1989)                                                          | Ben Parkers neef is Galactus. |
| Earth-31916 ook bekend als het Supremeverse        | Supreme Power #1 (2003)                                                              | |
| Earth-32000                                        | X-Men Unlimited (vol. 1) #26 (2000)                                                  | Ages of Apocalypse; Apocalypse veranderd de Earth-616 realiteit met de Twelve. |
| Earth-38909                                        | What If? (vol. 2) #3 (1989)                                                          | Franklin Richards vindt Mjolnir en wordt de nieuwe Thor. |
| Earth-40800                                        | Red Raven Comics #1 (1940)                                                           | |
| Earth-41012                                        | X-Men Legends                                                                        | De realiteit van de X-Men Legends computerspellen. |
| Earth-45828 ook bekend als Earth-Razorline         | Razorline: The First Cut #1 (Sept. 1993)                                             | |
| Earth-57780                                        | Spidey Super Stories #1 (1974)                                                       | |
| Earth-58163 ook bekend als House of M              | House of M #2 (2005)                                                                 | Realiteit gemaakt door Scarlet Witch. Mutanten zijn de meerderheid en niet de mensen. Magneto is hun leider. |
| Earth-59462                                        | Uncanny X-Men #462 (2005) (mentioned)                                                | |
| Earth-74101                                        | Fantastic Four (vol. 1) #151 (1974)                                                  | |
| Earth-78411 ook bekend als Dinosaur World          | Devil Dinosaur (vol. 1) #1 (1978)                                                    | Thuiswereld van Devil Dinosaur en Moonboy. |
| Earth-82801                                        | What If? (vol. 1) #34 (1982)                                                         | |
| Earth-88194 ook bekend als Earth-Shadowline        | Dr. Zero #1 (1988)                                                                   | Op deze aarde zijn geen superwezens, behalve de "shadows". |
| Earth-89947                                        | Excalibur (vol. 1) #44 (1991)                                                        | |
| Earth-90110                                        | What If? (vol. 2) #19 (1990)                                                         | |
| Earth-90111                                        | What If? (vol. 2) #19 (1990)                                                         | |
| Earth-91111                                        | What If? (vol. 2) #30 (1991)                                                         | Invisible Woman sterft bij de geboorte van haar tweede kind. Het kind zelf blijkt en monster te zijn en wordt door Franklin Richards naar de Negative zone verbannen. |
| Earth-91112                                        | What If? (vol. 2) #30 (1991)                                                         | Mary, de dochter van Susan Storm en Reed Richards, brengt wereldvrede. |
| Earth-93060 ook bekend als Ultraverse              | Hardcase #1 (1993)                                                                   | |
| Earth-93122                                        | Death Wreck #2 (1994)                                                                | |
| Earth-94019                                        | X-Men: Children of the Atom                                                          | De realiteit van het X-Men: Children of the Atom computerspel. |
| Earth-95120                                        | Marvel Riot #1 (1995)                                                                | Alternatieve “Age of Apocalypse” |
| Earth-95121                                        | Fantastic Force #12 (1995)                                                           | |
| Earth-95122                                        | Fantastic Force #12 (1995)                                                           | Fantastic Four hebben andere krachten: Ben is een mens met bovenmenselijke kracht, Reed is Modok-achtig; Johnny heeft X-rays en Sue energiekrachten. |
| Earth-96169                                        | Marvel vs Capcom                                                                     | |
| Earth-97102                                        | What If? (vol. 2) #100 (1997)                                                        | Fantastic Four worden naar een Oz-achtige wereld gestuurd na hun ruimtereis. |
| Earth-97103                                        | What If? (vol. 2) #100                                                               | |
| Earth-98125                                        | Marvel Vision #25 (1998)                                                             | |
| Earth-98151                                        | Marvel Team-Up (vol. 2) #5 (1998)                                                    | |
| Earth-99476 ook bekend als Dino-World              | Excalibur (vol. 1) #9 (1989) (genoemd) Excalibur (vol. 1) #51 (1992) (gezien)        | |
| Earth-105709                                       | What If? (vol. 2) #9 (1990)                                                          | X-Men stierven bij hun missie op Krakoa. |
| Earth-199999                                       | Iron Man                                                                             | Realiteit van de MCU (Marvel Cinematic Universe). |
| Earth-120185                                       | Transformers #1 (1984)                                                               | Deze realiteit bevatte de Marvel UK incarnaties van de Transformers, Action Force en anderen. |
| Earth 148611 ook bekend als het New Universe       | Star Brand #1 (1986)                                                                 | |
| Earth-200500                                       | Wha...Huh? (2005)                                                                    | "Avengers hebben allemaal baarden" |
| Earth-200501                                       | Wha...Huh? (2005)                                                                    | "Ultimate Ultimate Universum" |
| Earth-200505                                       | Wha...Huh? (2005)                                                                    | "Black Panther is een blanke man" |
| Earth-200511                                       | Wha...Huh? (2005)                                                                    | |
| Earth-200513                                       | Wha...Huh? (2005)                                                                    | "Fantastic Four bereikten de maan" |
| Earth-200515                                       | Wha...Huh? (2005)                                                                    | "Marvel Helden werden wel ouder" |
| Earth-200525                                       | Wha...Huh? (2005)                                                                    | |
| Earth-523001                                       | What If... Karen Page Had Lived? (2005)                                              | |
| Earth-523002                                       | What If... Jessica Jones Had Joined the Avengers? (2005)                             | Realiteit waarin Jessica Jones een lid van De Vergelders werd. |
| Earth-523003                                       | What If... Dr. Doom Had Become the Thing? (2005)                                     | Victor Von Doom maakte de ruimtereis in Ben Grimms plaats en werd Thing. |
| Earth-523004                                       | What If... Magneto and Professor X Had Formed the X-Men Together? (2005)             | Magneto sluit zich wel aan bij Professor X en helpt hem de X-Men te vormen. Hun team bestaat uit Wolverine, Jean Grey/Phoenix, Destiny, Mystique, Peter Rasputin, Kitty Pride, Lockheed, Sage, en Dr. Hank McCoy. |
| Earth-807128                                       |                                                                                      | Tijdlijn van de Old man Logan verhalen. Speelt zich af in het jaar 2509. In deze tijdlijn werken superschurk en als Magneto, Doctor Doom, Red Skull, en Abomination samen om alle superhelden te vermoorden. Alleen Wolverine en een paar andere helden zoals Hawkeye (nu blind), Black Bolt en Hulk (leid een groep genaamd de Hulk Gang) overleven. Wolverine vermoordt hierin al zijn mede X-Men omdat hij denkt dat dat moordenaars zijn die zijn teamleden hebben vermoord. Dit blijkt een illusie van Mysterio te zijn.     |
| Earth-Generic                                      | Generic Comic Book: Type Super-Hero Action Adventure #1 (1984)                       | |

### Dimensies
Binnen, en soms ook “tussen” de verschillende continuïteiten bestaan een aantal dimensies. Soms ook wel pocket dimensions (zak dimensies) genoemd. Deze dimensies zijn niet zoals alle bovengenoemde Aardes andere tijdlijnen of realiteiten, maar zijn onderdeel van een realiteit. Dimensies komen voor in alle soorten en maten. Van aardachtige tot alienachtige, bewoond en onbewoond, magisch of wetenschappelijk.